# Diviacka Nová Ves
Diviacka Nová Ves je obec na Slovensku v okrese Prievidza. Žije zde přibližně 1 800 obyvatel.
Obec leží v nadmořské výšce 275 m n. m. Rozloha obce je 1 337 ha. Diviacka Nová Ves se nachází z geografického hlediska v pohoří Strážovské vrchy (celá západní část území) a střední a východní část leží v Hornonitrianské kotlině. Katastrální území tvoří dvě části: Diviacka Nová Ves a Vrbany. Na území Diviacke Nové Vsi se nachází vodní tok Nitrica známá také jako Belianky s délkou 51,4 km, ústící do řeky Nitry. Obcí procházá též vodní tok Trebianka tvořící její východní hranici.
V obci se nachází tři renesanční šlechtická sídla, římskokatolický Kostel Nejsvětější Trojice z roku 1578 a židovský hřbitov.